# Pinar de Durro
El Pinar de Durro, també anomenat Pinar Gros o Pinar Gran, és un bosc del municipi de la Vall de Boí, a l'Alta Ribagorça.
Està situat al sud-oest del poble de Durro, del qual pren el nom. El pinar està situat al vessant septentrional, a l'obaga, del Serrat de les Canals (Durro). El bosc està format per dues franges heterogènies de tipus de pi. Des dels 1290 m fins als 1460 m, és un bosc, anomenat també Pinar Nou de Barruera, de pi roig, plantat sobre antics prats de pastura. A partir d'esmentada altura, el pi roig és substituït pel pi negre, el qual forma el bosc original. El sotabosc d'aquest últim, està format, principalment, per nerets, nabiueres, i algunes gerderes.
Degut a ser un bosc de coníferes d'estatge montà-subalpí, compta amb la presència de gall fer comú.